# Référendum de 2020 sur le droit de vote des condamnés pour délits en Californie
Un Référendum de 2020 sur le droit de vote des condamnés pour délits a lieu le 3 novembre 2020 en Californie. La population est amenée à se prononcer sur un amendement constitutionnel d'origine parlementaire, dite Proposition 17, visant à autoriser les individus condamnés pour délits se trouvant en libération conditionnelle à exercer leur droit de vote.
La proposition est approuvée à une large majorité.

## Résultats
| Choix                     | Votes      | %     |
| ------------------------- | ---------- | ----- |
| Pour                      | 9 985 568  | 58,55 |
| Contre                    | 7 069 173  | 41,45 |
|                           |            |       |
| Votes valides             | 17 054 741 | 95,89 |
| Votes blancs et invalides | 730 410    | 4,11  |
| Total                     | 17 785 151 | 100   |
| Abstention                | 4 262 297  | 19,33 |
| Inscrits/Participation    | 22 047 448 | 80,67 |

| Pour 9 985 568 (58,55 %) |  |  | Contre 7 069 173 (41,45 %) |
| ▲                        |  |  |                            |
| Majorité absolue         |  |  |                            |